# 8.ª etapa de la Vuelta a España 2024
La 8.ª etapa de la Vuelta a España 2024 tuvo lugar el 24 de agosto de 2024 y consistió en una etapa de media montaña con inicio en la ciudad de Úbeda y final en Cazorla sobre un recorrido de 159 km. Esta fue ganada por el esloveno Primož Roglič del Red Bull-BORA-hansgrohe, el australiano Ben O'Connor del Decathlon AG2R La Mondiale Team consiguió mantener el liderato.

## Clasificación de la etapa[2]
| Úbeda - Cazorla | etapa de media montaña | (159 km) |

| \| Clasificación de la etapa \| Clasificación de la etapa \| Clasificación de la etapa \| Clasificación de la etapa \| Clasificación de la etapa \| \| Ciclista \| Ciclista \| Equipo \| Tiempo \| \| \| ------------------------- \| ------------------------- \| ------------------------- \| ------------------------- \| ------------------------- \| \| 1.º \| Primož Roglič \| Red Bull-Bora-Hansgrohe \| 3 h 38 min 34 s \| \| \| 2.º \| Enric Mas \| Movistar Team \| + 0 s \| \| \| 3.º \| Mikel Landa \| Soudal Quick-Step \| + 14 s \| \| \| 4.º \| Antonio Tiberi \| Bahrain Victorious \| + 17 s \| \| \| 5.º \| Mattias Skjelmose \| Lidl-Trek \| + 21 s \| \| \| 6.º \| Carlos Rodríguez \| Ineos Grenadiers \| + 21 s \| \| \| 7.º \| Harold Tejada \| Astana Qazaqstan Team \| + 24 s \| \| \| 8.º \| Edward Dunbar \| Team Jayco AlUla \| + 26 s \| \| \| 9.º \| Lennert Van Eetvelt \| Lotto Dstny \| + 29 s \| \| \| 10.º \| Jack Haig \| Bahrain Victorious \| + 29 s \| \| |                     |                         |                 |
| |                     |                         |                 |
| Fuente: ProCyclingStats |                     |                         |                 |
| Clasificación de la etapa |                     |                         |                 |
| Ciclista | Ciclista            | Equipo                  | Tiempo          |
| 1.º | Primož Roglič       | Red Bull-Bora-Hansgrohe | 3 h 38 min 34 s |
| 2.º | Enric Mas           | Movistar Team           | + 0 s           |
| 3.º | Mikel Landa         | Soudal Quick-Step       | + 14 s          |
| 4.º | Antonio Tiberi      | Bahrain Victorious      | + 17 s          |
| 5.º | Mattias Skjelmose   | Lidl-Trek               | + 21 s          |
| 6.º | Carlos Rodríguez    | Ineos Grenadiers        | + 21 s          |
| 7.º | Harold Tejada       | Astana Qazaqstan Team   | + 24 s          |
| 8.º | Edward Dunbar       | Team Jayco AlUla        | + 26 s          |
| 9.º | Lennert Van Eetvelt | Lotto Dstny             | + 29 s          |
| 10.º | Jack Haig           | Bahrain Victorious      | + 29 s          |

## Clasificaciones al final de la etapa

### Clasificación general[3]
| \| Clasificación general \| Clasificación general \| Clasificación general \| Clasificación general \| Clasificación general \| \| Ciclista \| Ciclista \| Equipo \| Tiempo \| \| \| --------------------- \| --------------------- \| -------------------------- \| --------------------- \| --------------------- \| \| 1.º \| Ben O'Connor \| Decathlon-AG2R La Mondiale \| 31 h 23 min 27 s \| \| \| 2.º \| Primož Roglič \| Red Bull-Bora-Hansgrohe \| + 3 min 49 s \| \| \| 3.º \| Enric Mas \| Movistar Team \| + 4 min 31 s \| \| \| 4.º \| Antonio Tiberi \| Bahrain Victorious \| + 5 min 00 s \| \| \| 5.º \| Mikel Landa \| Soudal Quick-Step \| + 5 min 13 s \| \| \| 6.º \| Lennert Van Eetvelt \| Lotto Dstny \| + 5 min 15 s \| \| \| 7.º \| Cristián Rodríguez \| Arkéa-B&B Hotels \| + 5 min 19 s \| \| \| 8.º \| Mattias Skjelmose \| Lidl-Trek \| + 5 min 24 s \| \| \| 9.º \| Florian Lipowitz \| Red Bull-Bora-Hansgrohe \| + 5 min 25 s \| \| \| 10.º \| Felix Gall \| Decathlon-AG2R La Mondiale \| + 5 min 26 s \| \| |                     |                            |                  |
| |                     |                            |                  |
| Fuente: ProCyclingStats |                     |                            |                  |
| Clasificación general |                     |                            |                  |
| Ciclista | Ciclista            | Equipo                     | Tiempo           |
| 1.º | Ben O'Connor        | Decathlon-AG2R La Mondiale | 31 h 23 min 27 s |
| 2.º | Primož Roglič       | Red Bull-Bora-Hansgrohe    | + 3 min 49 s     |
| 3.º | Enric Mas           | Movistar Team              | + 4 min 31 s     |
| 4.º | Antonio Tiberi      | Bahrain Victorious         | + 5 min 00 s     |
| 5.º | Mikel Landa         | Soudal Quick-Step          | + 5 min 13 s     |
| 6.º | Lennert Van Eetvelt | Lotto Dstny                | + 5 min 15 s     |
| 7.º | Cristián Rodríguez  | Arkéa-B&B Hotels           | + 5 min 19 s     |
| 8.º | Mattias Skjelmose   | Lidl-Trek                  | + 5 min 24 s     |
| 9.º | Florian Lipowitz    | Red Bull-Bora-Hansgrohe    | + 5 min 25 s     |
| 10.º | Felix Gall          | Decathlon-AG2R La Mondiale | + 5 min 26 s     |

### Clasificación por puntos[4]
| Clasificación por puntos | Clasificación por puntos | Clasificación por puntos   | Clasificación por puntos | Clasificación por puntos |
| Ciclista                 | Ciclista                 | Equipo                     | Puntos                   |                          |
| ------------------------ | ------------------------ | -------------------------- | ------------------------ | ------------------------ |
| 1.º                      | Wout van Aert            | Team Visma \| Lease a Bike | 203 pts                  |                          |
| 2.º                      | Kaden Groves             | Alpecin-Deceuninck         | 162 pts                  |                          |
| 3.º                      | Pavel Bittner            | Team dsm-firmenich PostNL  | 81 pts                   |                          |
| 4.º                      | Primož Roglič            | Red Bull-Bora-Hansgrohe    | 58 pts                   |                          |
| 5.º                      | Mathias Vacek            | Lidl-Trek                  | 57 pts                   |                          |
| 6.º                      | Stefan Küng              | Groupama-FDJ               | 51 pts                   |                          |
| 7.º                      | Ben O'Connor             | Decathlon-AG2R La Mondiale | 50 pts                   |                          |
| 8.º                      | Corbin Strong            | Israel-Premier Tech        | 49 pts                   |                          |
| 9.º                      | Lennert Van Eetvelt      | Lotto Dstny                | 48 pts                   |                          |
| 10.º                     | Pau Miquel               | Equipo Kern Pharma         | 48 pts                   |                          |

### Clasificación de la montaña[5]
| Clasificación de la montaña | Clasificación de la montaña | Clasificación de la montaña | Clasificación de la montaña | Clasificación de la montaña |
| Ciclista                    | Ciclista                    | Equipo                      | Puntos                      |                             |
| --------------------------- | --------------------------- | --------------------------- | --------------------------- | --------------------------- |
| 1.º                         | Primož Roglič               | Red Bull-Bora-Hansgrohe     | 18 pts                      |                             |
| 2.º                         | Sylvain Moniquet            | Lotto Dstny                 | 16 pts                      |                             |
| 3.º                         | Filippo Zana                | Team Jayco AlUla            | 11 pts                      |                             |
| 4.º                         | Pelayo Sánchez              | Movistar Team               | 10 pts                      |                             |
| 5.º                         | Luis Ángel Maté             | Euskaltel-Euskadi           | 9 pts                       |                             |
| 6.º                         | Ben O'Connor                | Decathlon-AG2R La Mondiale  | 9 pts                       |                             |
| 7.º                         | Bruno Armirail              | Decathlon-AG2R La Mondiale  | 7 pts                       |                             |
| 8.º                         | Lennert Van Eetvelt         | Lotto Dstny                 | 6 pts                       |                             |
| 9.º                         | Jay Vine                    | UAE Team Emirates           | 6 pts                       |                             |
| 10.º                        | Mauro Schmid                | Team Jayco AlUla            | 5 pts                       |                             |

### Clasificación de los jóvenes[6]
| Clasificación del mejor joven | Clasificación del mejor joven | Clasificación del mejor joven | Clasificación del mejor joven | Clasificación del mejor joven |
| Ciclista                      | Ciclista                      | Equipo                        | Tiempo                        |                               |
| ----------------------------- | ----------------------------- | ----------------------------- | ----------------------------- | ----------------------------- |
| 1.º                           | Antonio Tiberi                | Bahrain Victorious            | 31 h 28 min 27 s              |                               |
| 2.º                           | Lennert Van Eetvelt           | Lotto Dstny                   | + 15 s                        |                               |
| 3.º                           | Mattias Skjelmose             | Lidl-Trek                     | + 24 s                        |                               |
| 4.º                           | Florian Lipowitz              | Red Bull-Bora-Hansgrohe       | + 25 s                        |                               |
| 5.º                           | Carlos Rodríguez              | Ineos Grenadiers              | + 56 s                        |                               |
| 6.º                           | Isaac Del Toro                | UAE Team Emirates             | + 1 min 32 s                  |                               |
| 7.º                           | Max Poole                     | Team dsm-firmenich PostNL     | + 5 min 58 s                  |                               |
| 8.º                           | Matthew Riccitello            | Israel-Premier Tech           | + 11 min 01 s                 |                               |
| 9.º                           | Mauri Vansevenant             | Soudal Quick-Step             | + 15 min 17 s                 |                               |
| 10.º                          | Cian Uijtdebroeks             | Team Visma \| Lease a Bike    | + 17 min 48 s                 |                               |

### Clasificación por equipos[7]
| Clasificación por equipos | Clasificación por equipos  | Clasificación por equipos | Clasificación por equipos |
| Equipo                    | Equipo                     | Tiempo                    |                           |
| ------------------------- | -------------------------- | ------------------------- | ------------------------- |
| 1.º                       | Decathlon-AG2R La Mondiale | 94 h 23 min 09 s          |                           |
| 2.º                       | Red Bull-Bora-Hansgrohe    | + 4 min 02 s              |                           |
| 3.º                       | UAE Team Emirates          | + 5 min 13 s              |                           |
| 4.º                       | Israel-Premier Tech        | + 8 min 02 s              |                           |
| 5.º                       | Movistar Team              | + 9 min 33 s              |                           |
| 6.º                       | Bahrain Victorious         | + 12 min 01 s             |                           |
| 7.º                       | Groupama-FDJ               | + 13 min 15 s             |                           |
| 8.º                       | Ineos Grenadiers           | + 13 min 56 s             |                           |
| 9.º                       | Team Visma \| Lease a Bike | + 22 min 15 s             |                           |
| 10.º                      | Intermarché-Wanty          | + 23 min 18 s             |                           |

## Abandonos
- Élie Gesbert (Arkéa-B&B Hotels) no tomó la salida.
- Bryan Coquard (Cofidis) no terminó la etapa.